# 康塔塔
清唱套曲，常音译作康塔塔（cantata）是一种包括独唱、重唱、合唱的声乐作品，一般包含多個樂章，大都有管弦乐伴奏。

## 形式与主题
清唱套曲包含許多個樂段，往往以序曲或者合唱开头，以合唱结尾，中间交错有伴奏的宣叙调，独唱或者重唱的咏叹调以及不同规模的合唱。
宗教清唱套曲一般比叙事性的神劇（oratorio）规模小，内容偏重抒情或论述。世俗清唱套曲则包罗万象。

## 词源与历史
Cantata一词来自意大利语的 cantare（歌唱），英语等其他西方语言也大多原样使用这个词。cantata 与演奏 sonata 相对，分别用来指音乐的两种形式，即声乐和器乐。cantata僅表示這是一種包含許多個樂段的聲樂曲, 以有別於sonata 是器樂曲，因此翻譯成清唱套曲較合適，清唱套曲往往以序曲或者合唱开头，以合唱结尾，中间交错有伴奏的宣叙调，独唱或者重唱的咏叹调以及不同规模的合唱。可以看出，清唱套曲旧译作“大合唱”或“清唱劇”是不准确的，因为在清唱套曲中不只是合唱，独唱和重唱往往也有非常重要的地位, 從原意中更不需要有戲劇的成分。

### 16世纪-17世纪：意大利
16世紀意大利音樂以聲樂為主，到了17世紀器樂開始崛起，並發展出奏鳴曲的形式，與之相對的聲樂表演形式也開始被稱清唱套曲。
清唱套曲在意大利最早是一种世俗声乐套曲，由数首独唱返始咏叹调（或其原始形式）和穿插其间的宣叙调组成，和牧歌一样，主题是田园，爱情等等。这种意大利风格的早期世俗清唱套曲一般是独唱的，以魯特琴或通奏低音伴奏，后来发展出多声部的形式。这种一至两个声部的室樂清唱套曲，在17世纪中叶一直到18世紀後期，在意大利一直很受歡迎。和用于宗教场合的宗教清唱套曲，后者由卡里希米（Giacomo Carissimi）发展为宗教神劇。
这一时期最著名的清唱套曲作曲家莫过于意大利的亞歷山大·斯卡拉蒂，他主要创作独唱加通奏低音伴奏的清唱套曲，共有600首之多，此外还有独唱和其他乐器组合的60余首，以及一些两声部的室樂清唱套曲。

### 17世纪-18世纪：德国
17世纪中叶，德国产生了德国式的宗教清唱套曲,一定程度上独立于意大利世俗和宗教清唱套曲的发展，在巴赫的时代达到了高峰。
德国的宗教清唱套曲发展的土壤是马丁·路德开创的众赞歌的音乐传统，众赞歌在其中起了基础和骨架的作用。布克斯特胡德、帕赫贝尔都作有这种类型的宗教康塔塔。
巴赫的早期宗教康塔塔按照更早的传统称为“经文歌”或“协奏曲”，其中合唱和重唱占据主导地位，著名的代表有第4康塔塔《耶稣躺在枯骨堆中》或译作《基督背负死亡枷锁》。可以听到巴赫使用了同名众赞歌作为骨架，每一句歌词作为一个乐章的主题，进行变奏。
巴赫创作成熟期的兩百多首清唱套曲展示了德国式宗教清唱套曲的几种典型结构，在这些结构中，清唱套曲的中段一般都是由包含对比主题的独唱咏叹调，宣叙调，重唱以及合唱构成的，主要的区别在于首位段落。大部分的康塔塔首尾段落为圣经词句或是众赞歌作为歌词的合唱，这些合唱大多具有利托奈罗曲式，部分清唱套曲结尾使用所有会众共同参与的众赞合唱，有一些清唱套曲在开场合唱之前还有序曲。
巴赫的创作相比前人突出独唱的作用，他大量使用独唱的返始咏叹调，甚至创作了独唱清唱套曲，例如第82清唱套曲“我厌倦了”。众赞歌的作用同样重要。可以说，巴赫是清唱套曲创作的高峰，现在我们仍然演奏传唱的清唱套曲主要是他的作品, 但仍有大量同時期的清唱套曲作品有待發掘。

### 19世纪-20世纪：巴赫之后
19世纪之后，随着乐队规模的扩大，宗教题材的清唱套曲与清唱剧的界限变得模糊，同时大量的世俗清唱套曲塔出现，也大大丰富了清唱套曲的创作题材和形式，让界定清唱套曲变得更加困难。
巴赫之后的著名清唱套曲还有贝多芬的《悼念约瑟夫皇帝清唱套曲》，巴托克的《世俗清唱套曲》，奥尔夫的《博伊伦之歌》等等。
还有一些作品虽然叫做清唱剧，但也可以归入清唱套曲的范畴，例如沃尔顿的《伯沙撒王的宴会》；而另一些作品虽然名称是清唱套曲，但是却不再符合巴赫为典范的清唱套曲形式，例如斯特拉文斯基的《清唱套曲》，他使用了两位独唱，女声合唱和六件乐器。